# Lilienfelderhof
Lilienfelderhof - Domaene Lilienfeld - один з найстаріших винних маєтків в Центральній Європі.  
Розташований у Пфаффштеттені за 30 км на південь від Відня, Австрія. Маєток веде свою історію від  1202 року, коли Бабенбергер Леопольд VI, герцог Австрії («Славного») подарував його ченцям - цистерціанцям в абатстві Ліліенфельд, хоча будівлі традиційно датуються 1209 роком. У 2006 році Domaene Lilienfeld (Lilienfelderhof) був придбаний приватним фондом Hildebrand на основі 99-річної оренди (Баурехт). В даний час фонд перебуває у процесі відновлення та пожвавлення численних будівель та 20 гектарів (близько 50 акрів) виноградників.

## Історія
Сільськогосподарська та господарська діяльність, що здійснювалась цистеріанським релігійним орденом в окремих місцях від материнського монастиря, була зосереджена навколо «гранжів» ( монастирських гранжів) - закритих садиб, де розміщувались церква, садиба,  криниця, додаткові резиденції, будівлі для сільського господарства та господарської діяльності, рибні ставки, млин, а іноді і таверна. Тут ченці (священики, але в першу чергу брати-миряни) керували сільським господарством, виноградарством та іншими справами абатства в регіоні. 
Господарський двір (гранжі) цистерціанського монастиря Лілієнфельд побудований, згідно спогадів М. Нолла, в 1216 році. Згадується  вперше в 1261 році, У 1332 році господарський двір був розширений, очевидно, для квартир виноробам.
В Домене Лілієнфельд знаходиться готична церква («Каплиця св. Іоанна Хрестителя»), що вміщує близько 100 осіб, садиба, винна таверна та безліч інших будівель.
Можливо, завдяки своїм церковним власникам Домене Ліліенфельд (Lilienfelderhof) зіграв важливу роль у приватному та громадському житті Пфаффштеттена та Терменрегіону. Під час російської окупації частин Австрії після Другої світової війни, голодуючих людей годували з таємної кухні в садибі.  Багато інших людей колись працювали чи мешкали у садибі, відвідували там дитячий садок.

## Галерея

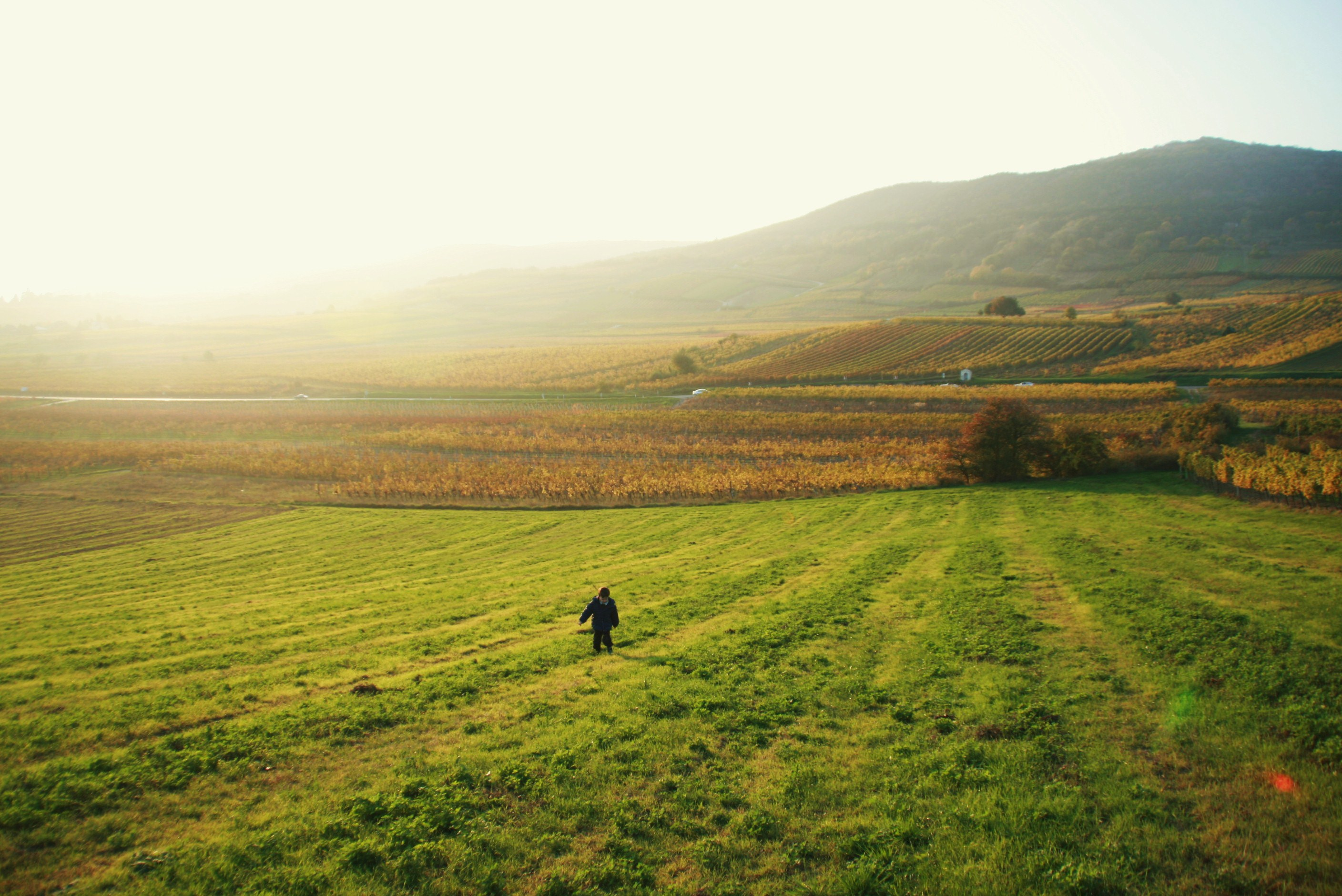
Старі виноградники Liflienfelderhof
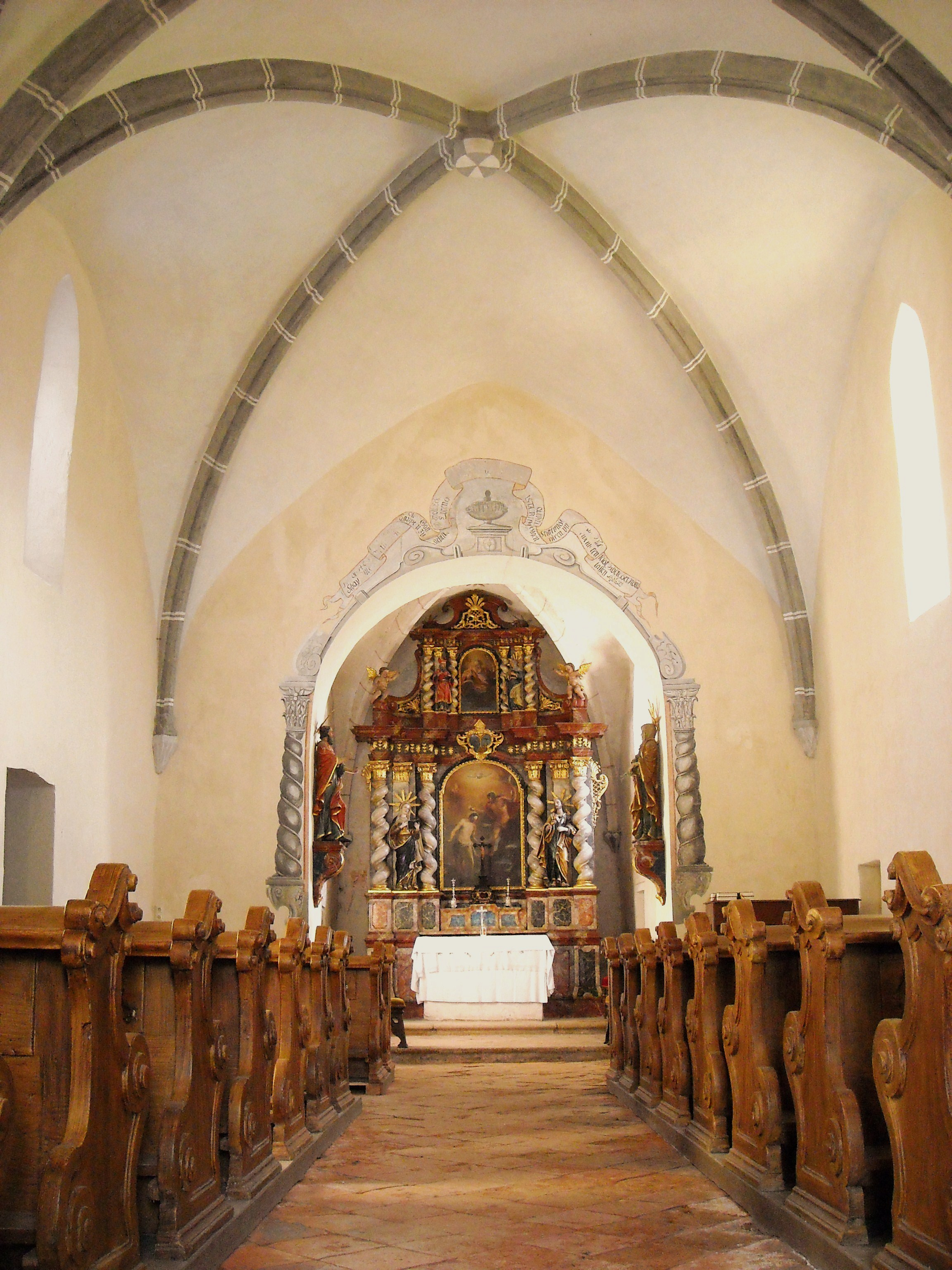
Каплиця Святого Івана Хрестителя, Лілієнфельдергоф
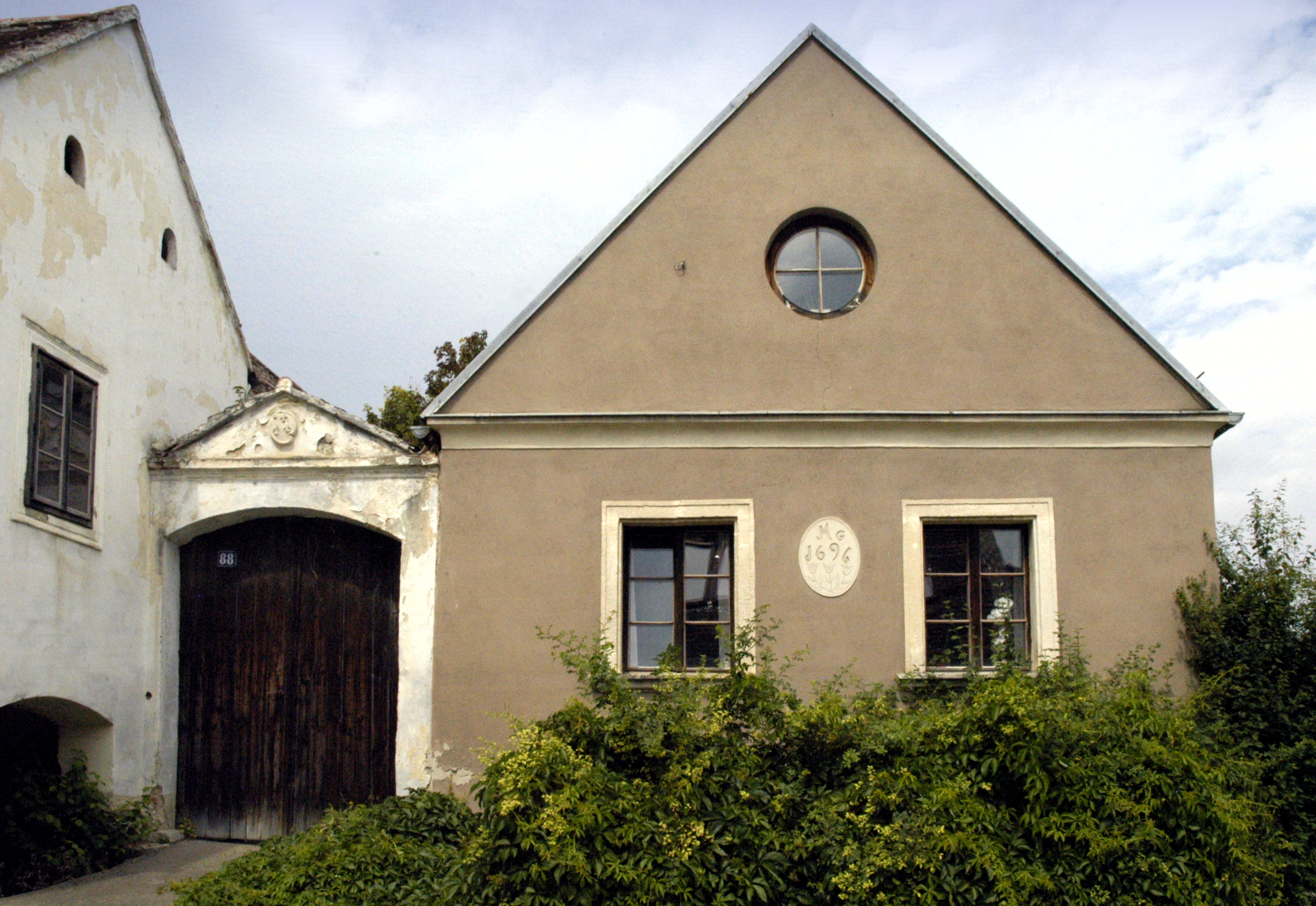
Колишній Lilienfelderhof в районі Графенберг Горн
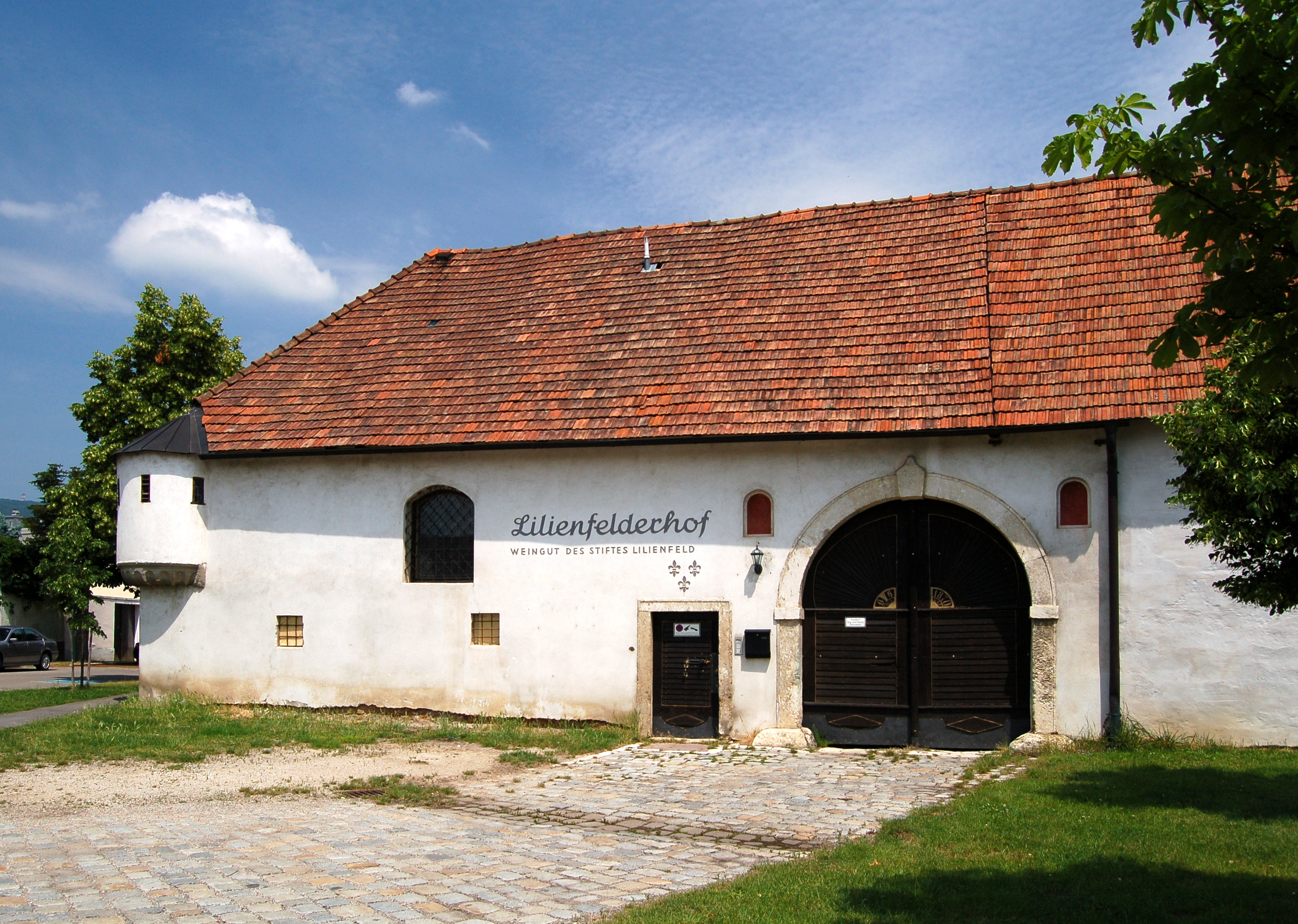
Господарський двір (гранжі) цистерціанського монастиря Лілієнфельд

Історичний інтерес представляє той факт, що до припинення діяльності в 1782 р. «Картауз Геймінг» (тепер 99-річний орендар Домаене Лілієнфельд / Лілієнфельдерхоф через Ігральний приватний фонд «Картаузе») володів великими виноградниками в Пфаффштеттені та навколо нього. Дійсно, такою сильною була присутність багатьох великих австрійських монастирів (напр Хайлігенкройц, Віденський монастир, абатство Мелька, Шотландський монастир, в доповненні до Kartause Gaming, Kartause Мауербаху, Лилиенфельд абатство, а також німецький орден / Хрестоносці і августинці ), що місто було назване в честь них, тобто “Pfaffstätten”, буквально “місто“ Пфаффен ”-

## Виноробство
Виноградні сорти з розширеної бургундської родини традиційно процвітали в лагідному теплі Терменрегіону  та сучасне відродження Домаене Лілієнфельда / Lilienfelder Hof передбачає зосередження виноградарства на цих сортах, доповнене автохтонним Rotgipfler.
В даний час виноградники, що належать Домене Лілієнфельду, засаджені Ротгіпфлером ( помісь між Траминером, батьком бургундського Піно нуар, та австрійським Ротером Вельтлінером), Вайсбурггундером , Цвейгельт, а також Цирфандлер, Рислінг, Вельшріслінг та Нойбургер . Більшість виноградників розташовані на півдні.
Прихід ченців-цистерціанців у ХІІ-ХІІІ століттях був  подією  надзвичайної старовини виноградарства регіону. Римські легіонери, дислоковані в Карнунтумі та Віндобоні 2000 років тому, зіткнулися з незмінною традицією виноробства на південь Відня. Згодом вони її вдосконалили завдяки виведенню кращих італійських сортів винограду.